# Bruno Paz
Bruno Lourenço Pinto de Almeida Paz znany jako Bruno Paz (ur. 23 kwietnia 1998 w Barreiro) – angolski piłkarz grający na pozycji defensywnego pomocnika. Od 2022 jest zawodnikiem klubu Konyaspor.

## Kariera klubowa
Swoją karierę piłkarską Paz rozpoczynał w juniorach takich klubów jak: Vinhense (2006-2008), FC Barreirense (2008-2010), CF Os Belenenses (2010-2011) i Sporting CP (2011-2016). W 2016 roku stał się członkiem zespołu rezerw Sportingu. 6 sierpnia 2016 zadebiutował w nim w drugiej lidze portugalskiej w przegranym 0:1 domowym meczu z Portimonense SC. W pierwszym zespole Sportingu jednak nie zdołał zadebiutować w meczu ligowym.
Latem 2021 Paz został wypożyczony do drugoligowego SC Farense. W nim zadebiutował 13 września 2021 w zremisowanym 2:2 wyjazdowym meczu z Académico de Viseu. Zawodnikiem Farense był przez rok.
Latem 2022 Paz został zawodnikiem tureckiego Konyasporu. Swój debiut w nim zanotował 8 sierpnia 2022 w zremisowanym 0:0 wyjazdowym spotkaniu z MKE Ankaragücü.
| Sezon   | Klub          | Kraj       | Rozgrywki       | Mecze | Bramki |
| ------- | ------------- | ---------- | --------------- | ----- | ------ |
| 2016/17 | Sporting CP B | Portugalia | Segunda Liga    | 4     | 0      |
| 2017/18 | Sporting CP B | Portugalia | Segunda Liga    | 27    | 0      |
| 2018/19 | Sporting CP   | Portugalia | Primeira Liga   | 0     | 0      |
| 2019/20 | Sporting CP   | Portugalia | Primeira Liga   | 0     | 0      |
| 2020/21 | Sporting CP B | Portugalia | Liga 3          | 26    | 5      |
| 2021/22 | SC Farense    | Portugalia | Liga Portugal 2 | 24    | 2      |
| 2022/23 | Konyaspor     | Turcja     | Süper Lig       | 28    | 1      |

## Kariera reprezentacyjna
Paz grał w młodzieżowych reprezentacjach Portugalii na różnych szczeblach wiekowych. W 2017 roku był członkiem reprezentacji U-19 na Mistrzostwach Europy U-19. Z Portugalią wywalczył wicemistrzostwo Europy.
W reprezentacji Angoli Paz zadebiutował 12 marca 2023 roku w przegranym 0:1 meczu kwalifikacji do Pucharu Narodów Afryki 2023 z Ghaną, rozegranym w Kumasi. W 2024 roku został powołany do kadry na Puchar Narodów Afryki 2023. W tym turnieju rozegrał trzy mecze: grupowe z Algierią (1:1) i z Burkiną Faso (0:2) oraz ćwierćfinałowy z reprezentacji Nigerią (0:1).